# Tania Borealis
Tania Borealis (lambda Ursae Majoris) is een ster in het sterrenbeeld Grote Beer (Ursa Major).
"Borealis" betekent "noordelijk", de ster staat net ten noorden van Tania Australis, mu UMa.